# 석천암 (서산시)
석천암(石泉庵)은 충청남도 서산시 인지면 산동리에 있는 대한불교총화종 소속의 암자다.

## 유래
1875년(고종 12년) 밀양후인 박보살의 기도처로 만들어 기도를 하다 부처님이 꿈속에 나타나 들어간 굴 속이 물줄기가 세차게 치솟는 것을 보아 암자를 짓고 그 이름을 석천암(石泉庵)이라 하였다 한다.

## 현황
원통보전(圓通寶殿)에는 음보살상과 대세지보살상, 지장보살상과 석사자상 등이 봉안되어 있는데, 관음보살상과 대세지보살상은 도난당한 뒤 새로 만든 것이다. 원통보전 뒤편에는 암괴 아래 평탄한 곳에 석조불상군이 있다. 20~40cm 크기인 석조불상들이 원래 40여 구 이상이 있었다. 하지만, 18구만 남아 있으며 대부분 불상들이 도난당했다. 남은 불상들도 1구 빼고 많이 훼손된 상태다. 원통보전 앞 5층석탑은 1980년에 조성되었고, 마애약사삼존불상은 2010년에 조성되었다.